# Mumbué
Mumbué – miasto w Angoli, w prowincji Bié.